# Уснея двутипная
Уснея двутипная (лат.  Usnea diplotypus) — лишайник семейства Пармелиевые, вид рода Уснея.

## Описание
Кустистый эпифитный лишайник. Слоевище до 5,0 см длины. Цвет слоевище бледно- или слабо-желтовато-зелёный. Сердцевина 170 мкм толщины, белая, рыхлая. Коровый слой до 100 мкм толщины. Фибриллы 1,0-1,5 мм длины, искривлённые до извилисто изогнутых, иногда бугорчато деформированные, одиночные, разбросанные, нередко в нижней и средней частях таллома довольно густые. Апотеции обычно не образуются. Сорали многочисленные.

### Химический состав
Присутствуют вторичные метаболиты: 4-O-диметилбарбатиновая, алектороновая, каператовая, лобаровая, салациновая, усниновая кислоты.

## Среда обитания и распространение
На тенистых и замшелых скалах, реже на коре деревьев, изредка на обработанной древесине, в горах.
Встречается в Европе, Северной Америке, включая Мексику.

## Охранный статус
В России вид занесён в Красную книгу Нижегородской области.